# Atrauli
Atrauli é uma cidade e um município no distrito de Aligarh, no estado indiano de Uttar Pradesh.

## Geografia
Atrauli está localizada a 27° 11′ N, 80° 41′ L. Tem uma altitude média de 136 metros (446 pés).

## Demografia
Segundo o censo de 2001, Atrauli tinha uma população de 43,845 habitantes. Os indivíduos do sexo masculino constituem 53% da população e os do sexo feminino 47%. Atrauli tem uma taxa de literacia de 45%, inferior à média nacional de 59.5%; com 62% para o sexo masculino e 38% para o sexo feminino. 17% da população está abaixo dos 6 anos de idade.